# Oea (cité antique)
Pour les articles homonymes, voir Oea.

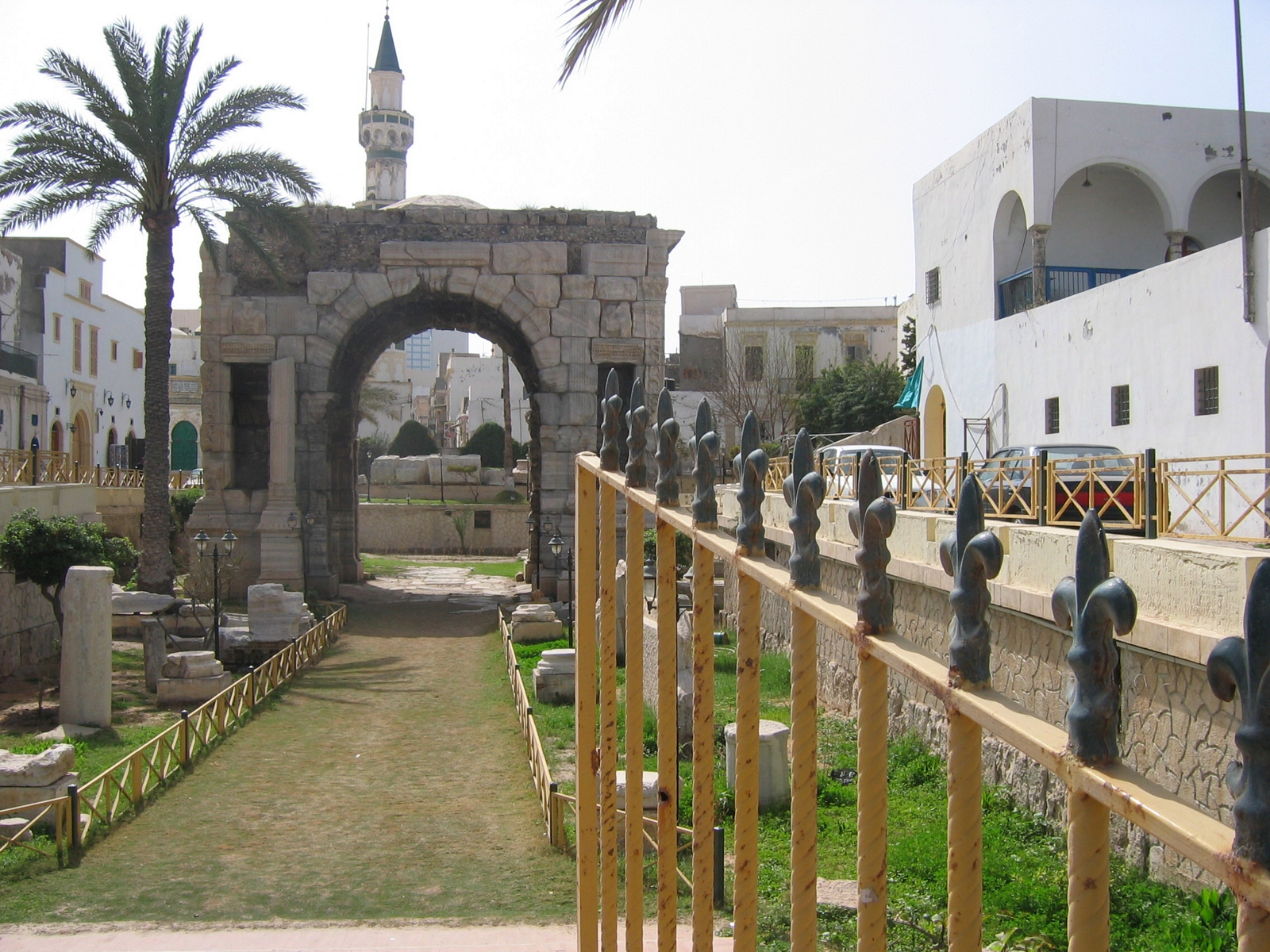
Arc de Marc Aurèle.

Oea est le nom antique de la capitale de la Libye, Tripoli. Elle était une ville importante de la Tripolitaine (Afrique romaine), située dans ce qui est aujourd’hui la Libye occidentale. 
Elle formait avec Sabratha et Leptis Magna un trio de villes qui a donné son nom à la Tripolitaine.

## Histoire
La cité fut fondée au VIIe siècle av. J.-C. par les Phéniciens, qui l'appelèrent Oea. Puis Tripoli passa aux maîtres de la Cyrénaïque (Barca), qui s'en virent dépouillés par les Carthaginois. Elle appartint ensuite aux Romains, qui l'inclurent dans la province d'Afrique qu'ils nomment Regio Syrtica. Vers le début du IIIe siècle, elle s'appelle Regio Tripolitana (à cause de ses trois cités principales : Oea, Sabratha, et Leptis, qui étaient liguées), et fut probablement élevée au rang de province séparée par Septime Sévère, qui venait de Leptis.
Lors du déclin de l'Empire romain d'Occident, Oea est prise par les Vandales en 442. Reprise par les Byzantins de Bélisaire en 533, elle est conquise par les musulmans vers 680.

## Vestiges
- Arc de Marc Aurèle (Tripoli).